# Ministero dell'economia, della cultura e dell'innovazione (Albania)
Il Ministero dell’economia, cultura e innovazione (in albanese Ministria e Ekonomisë, Kulturës dhe Inovacionit) è un dicastero del governo albanese Responsabile dell’attuazione delle politiche economiche, degli affari culturali e dell’innovazione. Dal 2024 il ministro è Blendi Gonxhja del governo Rama III.

## Storia
Dalla creazione dell'istituzione, il Ministero della Cultura è stato riorganizzato unendosi ad altri dipartimenti, facendo così cambiare nome diverse volte. Questo elenco riflette le modifiche apportate negli anni nella storia del pluralismo dal 1992 come istituzione:
- Ministero della cultura, della gioventù e dello sport (Ministria e Kulturës, Rinisë dhe Sporteve) dal 1992 al 1996
- Ministero della cultura, della gioventù e delle donne (Ministria e Kulturës, Rinisë dhe Gruas) dal 1996 al 1997
- Ministero della cultura, della gioventù e dello sport (Ministria e Kulturës, Rinisë dhe Sporteve) dal 1997 al 2005
- Ministero del turismo, della cultura, della gioventù e dello sport (Ministria e Turizmit, Kulturës, Rinisë dhe Sporteve) dal 2005 al 2013
- Ministero della cultura (Ministria e Kulturës) dal 2013 al 2024
- Ministero dell’economia, cultura e innovazione (Ministria e Ekonomisë, Kulturës dhe Inovacionit) dal 2024

## Istituzioni controllate

### Arti e cultura
- Teatro nazionale dell'opera e del balletto
- Teatro Nazionale
- Archivio centrale statale cinematografico (AQShF)
- Biblioteca nazionale d'Albania
- Circo nazionale

### Musei
- Galleria nazionale d'arte (Tirana)
- Museo archeologico (Coriza)
- Museo nazionale d'arte medievale (Coriza)
- Museo nazionale dell'educazione (Coriza)
- Museo etnografico (Berat)
- Museo etnografico (Kruja)
- Museo iconografico Onufri (Berat)
- Museo nazionale dell'indipendenza (Valona)
- Museo Marubi (Scutari)
- Museo storico nazionale (Tirana)
- Museo Skanderbeg (Kruja)
- Museo della sorveglianza segreta (Tirana)

### Agenzie
- Istituto nazionale dei beni culturali (IKTK)

## Ministri (1941–)
| N° | Ministro            | Mandato           | Mandato           |
| 1  | Dhimitër Berati     | 3 dicembre 1941   | 4 gennaio 1943    |
| 2  | Mihal Sherko        | 18 gennaio 1943   | 11 febbraio 1943  |
| 3  | Javer Hurshi        | 12 febbraio 1943  | 28 aprile 1943    |
| 4  | Hilmi Leka          | 11 maggio 1943    | 10 settembre 1943 |
| 5  | Kolë Tramara        | 5 novembre 1943   | 16 giugno 1944    |
| 6  | Mark Gjon Markaj    | 18 luglio 1944    | 28 luglio 1944    |
| 7  | Akile Tasi          | 6 settembre 1944  | 25 ottobre 1944   |
| 8  | Sejfulla Malëshova  | 23 ottobre 1944   | 21 marzo 1946     |
| 9  | Bedri Spahiu        | 1º agosto 1953    | 21 giugno 1955    |
| 10 | Ramiz Alia          | 21 giugno 1955    | 3 giugno 1958     |
| 11 | Manush Myftiu       | 3 giugno 1958     | 22 giugno 1965    |
| 12 | Fadil Paçrami       | 23 giugno 1965    | 13 settembre 1966 |
| 13 | Thoma Deliana       | 14 settembre 1966 | 3 maggio 1976     |
| 14 | Tefta Çami          | 3 maggio 1976     | 19 febbraio 1987  |
| 15 | Moikom Zeqo         | 11 maggio 1991    | 4 giugno 1991     |
| 16 | Preç Zogaj          | 11 giugno 1991    | 6 dicembre 1991   |
| 17 | Vath Koreshi        | 18 dicembre 1991  | 13 aprile 1992    |
| 18 | Dhimitër Anagnosti  | 13 aprile 1992    | 3 dicembre 1994   |
| 19 | Teodor Laço         | 4 dicembre 1994   | 10 marzo 1997     |
| 20 | Engjëll Ndocaj      | 11 marzo 1997     | 24 luglio 1997    |
| 21 | Arta Dade           | 25 luglio 1997    | 28 settembre 1998 |
| 22 | Edi Rama            | 2 ottobre 1998    | 26 ottobre 2000   |
| 23 | Esmeralda Uruçi     | 26 ottobre 2000   | 6 settembre 2001  |
| 24 | Luan Rama           | 6 settembre 2001  | 29 gennaio 2002   |
| 25 | Agron Tato          | 22 febbraio 2002  | 25 luglio 2002    |
| 26 | Blendi Klosi        | 29 dicembre 2003  | 1º settembre 2005 |
| 27 | Bujar Leskaj        | 9 settembre 2005  | 18 marzo 2007     |
| 28 | Ylli Pango          | 19 marzo 2007     | 3 marzo 2009      |
| 29 | Ardian Turku        | 17 marzo 2009     | 16 settembre 2009 |
| 30 | Ferdinand Xhaferraj | 16 settembre 2009 | 30 marzo 2011     |
| 31 | Aldo Bumçi          | 19 luglio 2011    | 3 aprile 2013     |
| 32 | Visar Zhiti         | 3 aprile 2013     | 11 settembre 2013 |
| 33 | Mirela Kumbaro      | 15 settembre 2013 | 17 gennaio 2019   |
| 34 | Elva Margariti      | 17 gennaio 2019   | 15 gennaio 2024   |
| 35 | Blendi Gonxhja      | 15 gennaio 2024   | in carica         |